# فلوریان ری
فلوریان ری (اسپانیایی: Florián Rey‎؛ ۲۵ ژانویهٔ ۱۸۹۴ – ۱۱ آوریل ۱۹۶۲) یک کارگردان اهل اسپانیا بود.
از فیلم‌ها یا مجموعه‌های تلویزیونی که وی در آن‌ها نقش داشته است می‌توان به «دردسرساز» (۱۹۲۴) «فوتبال، عشق و گاوبازی» (۱۹۲۹)، «کارمن، دختری از تریانا» (۱۹۳۸) و «قصه‌های الحمرا» (۱۹۵۰) اشاره نمود.